# Margot Sunderland
Margot Sunderland es una psicóloga infantil y psicoterapeuta británica. Es directora de Educación y Entrenamiento en el Centro de Salud Mental Infantil de Londres y socia honoraria de la Universidad Metropolitana de Londres. Ha trabajado con familias y niños durante 30 años. Es la autora de decenas de libros en el campo de la salud mental infantil, los cuales han sido traducidos a dieciocho lenguas y han sido publicados en 24 países.
Su libro internacionalmente aclamado, La ciencia de la crianza de los hijos ganó el primer premio en la sección de Medicina Popular de los premios a Libros de Medicina de la Asociación Médica Británica en 2007. El libro, aprobado por el profesor de Neurociencia afectiva Jaak Panksepp, es el resultado de diez años de investigación en los efectos a largo plazo de la interacción niño-adulto en el cerebro en desarrollo. El libro también ha sido votado como uno de los mejores libros sobre el cerebro de nuestro tiempo por la Fundación Dana. Sus libros forman la serie "Ayudar a los Niños con Sentimientos" son utilizados como herramientas terapéuticas claves por profesionales infantiles.
Sunderland es también Jefe Ejecutivo y Directora Fundadora del Instituto para Artes y Terapia en la Educación, una Universidad Independiente y socio académico de la Universidad de Londres Este, formando psicoterapeutas infantiles, asesores infantiles y terapeutas de arte. Sunderland ha escrito o coescrito programas de postgrado universitario, únicos en el campo de la salud mental infantil; como por ejemplo: MA Psicoterapia de Integración Infantil y MA Educación: Alfabetización Emocional para Niños. Es también fundadora del programa 'Ayudando Donde Duele', que ofrece terapia de artes a niños con problemas en escuelas de primaria de Islington.